# Curimopsis strigosa
Curimopsis strigosa là một loài bọ cánh cứng trong họ Byrrhidae. Loài này được Melsheimer miêu tả khoa học năm 1844.